# Paul Rusesabagina
Paul Rusesabagina (Gitarama, 15 giugno 1954) è un imprenditore ruandese, direttore d'albergo durante il genocidio del Ruanda nel 1994, che salvò migliaia di connazionali dalla guerra civile. Egli nascose nell'Hôtel des Mille Collines Tutsi ed Hutu moderati, contribuendo così a salvare la vita di 1268 persone.

## Nascita e carriera
Rusesabagina nacque a Gitarama, in una regione del centro-sud del Ruanda, in una famiglia contadina, da padre hutu e madre tutsi. A 13 anni parlava fluentemente in inglese e francese. Ebbe tre figli (Roger, Diane, Lys) con la sua prima moglie Esther, da cui si separò nel 1981, ottenendo poi il titolo di Direttore d'Albergo nel College Utalii a Nairobi, in Kenya, e ricevendo come premio un viaggio in Svizzera. Tornato dalla Svizzera, iniziò a lavorare nell'Hôtel des Mille Collines come assistente del direttore generale, carica che ricoprì dall'ottobre 1984 fino al novembre del 1992, quando venne promosso come direttore generale della Diplomate Hotel a Kigali.
Conobbe la sua attuale moglie Tatiana nel 1987 ad un matrimonio. Tatiana era una Tutsi, che subiva le discriminazioni razziali anche sul posto di lavoro di infermiera, così Paul la fece trasferire. Dopo il matrimonio, i due ebbero una figlia, che morì dopo pochi giorni, e più tardi un figlio, Tresor.

## Genocidio
Il genocidio del Ruanda ebbe inizio il 6 aprile 1994, quando la milizia Hutu Interahamwe diede inizio alla carneficina della popolazione Tutsi. Nonostante Rusesabagina fosse nato da un matrimonio misto – suo padre era Hutu e sua madre Tutsi – fu salvato dall'Interahamwe grazie alla sua posizione e ai contatti con importanti leader militari Hutu. Ma, malgrado la sua posizione e i contatti con persone influenti, sua moglie Tatiana era una Tutsi e i loro figli furono considerati misti, perciò non riuscì a fuggire con la sua famiglia senza aiuti esterni. Nessun aiuto arrivò dalle Nazioni Unite o dai membri degli stati occidentali finché non furono uccisi più di 800.000 rwandesi.
Quando esplose la violenza, Rusesabagina si rifugiò con la sua famiglia all'Hôtel des Mille Collines. Quando gli altri dirigenti dell'albergo partirono, Rusesabagina telefonò alla società proprietaria dell'hotel, la compagnia belga Sabena, per fornire informazioni sulla situazione dell'hotel. Nonostante alcune difficoltà nel far rispettare la propria autorità, riuscì a sfruttare la sua posizione per mettere in salvo orfani e altri rifugiati che arrivarono all'hotel.

## Vita dopo la guerra

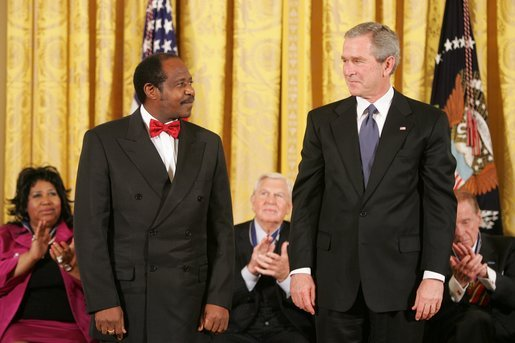
Paul Rusesabagina nel 2005 con George W. Bush

Paul si trasferì in Belgio, vivendovi con sua moglie Tatiana, i figli e le nipoti e successivamente acquisendo anche la cittadinanza belga. Appena arrivato cominciò a vivere guidando un taxi per poi diventare proprietario di una società di autotrasporti.
La sua storia venne raccontata per la prima volta nel libro di Philip Gourevitch intitolato We Wish to Inform You That Tomorrow We Will Be Killed with Our Families (Desideriamo informarvi che domani verremo uccisi insieme alle nostre famiglie), pubblicato nel 1998.
Nel 2004 la vicenda fu trasposta per il grande schermo  da Terry George con il film Hotel Rwanda, in cui il ruolo di Rusesabagina venne interpretato da Don Cheadle. La performance di Cheadle fu accolta molto positivamente dalla critica e l'attore fu nominato a numerosi premi fra cui l'Oscar al miglior attore per il 2005. 
Nel 2005 il presidente statunitense George W. Bush conferì a Rusesabagina la medaglia presidenziale della libertà, uno dei due riconoscimenti civili più elevati negli Stati Uniti.
Nonostante il suo atto di generosità sia stato riconosciuto in tutto il mondo, Rusesabagina è stato aspramente criticato in patria: l'attuale presidente ruandese Paul Kagame ha affermato che Rusesabagina stia approfittando della celebrità arrivatagli con il film e l'autobiografia per riscrivere la storia del paese a suo favore. Kagame, che ha ottenuto un terzo mandato dopo un referendum costituzionale in odore di brogli, ha stabilito nel paese un autoritario regime di polizia dove gli oppositori politici sono aspramente perseguitati: il Ruanda è attualmente il paese africano con la minor libertà di parola, dietro solo all'Eritrea. Rusesabagina, dopo aver affermato che l'attuale governo del Ruanda sta commettendo un altro genocidio, questa volta da parte dei Tutsi contro gli Hutu, è stato arrestato e imprigionato a Kigali in circostanze poco chiare con l'accusa di terrorismo. Sottoposto a processo, nel settembre 2021 è stato condannato per terrorismo a 25 anni di carcere. Il 24 marzo 2023 è stato comunicato un accordo per la sua liberazione.

## Opere
In italiano:
- Paul Rusesabagina e Tom Zoellner, Hotel Rwanda. La vera storia, traduzione di Melissa Ori, Genova, Il Canneto Editore, 2013, ISBN 978-88-96430-52-1.

## Libri
- (EN) Philip Gourevitch, We Wish to Inform You That Tomorrow We Will Be Killed with Our Families: Stories from Rwanda [Desideriamo informarvi che domani verremo uccisi insieme alle nostre famiglie: Storie dal Ruanda], New York, Picador, 1998, ISBN 0-312-24335-9.

## Film
- Hotel Rwanda, 2004. Oscar al miglior attore 2005.